# Unica Zürn
Unica Zürn, ursprungligen Nora Berta Ruth Zürn, född 6 juli 1916 i Berlin, död 19 oktober 1970 i Paris, var en tysk surrealistisk författare, poet och konstnär.

## Liv och verk
Efter att ha hoppat av sina läroverksstudier i 18-årsåldern, började Unica Zürn arbeta vid det tyska filmbolaget Ufa från 1934 till 1942, först som sekreterare och arkivarie, sedan som reklamfilmsdramaturg. 1942 gifte hon sig med Erich Laupenmühlen, de fick två barn tillsammans. Vid parets skilsmässa 1949 fick fadern ensam vårdnad om barnen. Åren 1949–1955 försörjde sig Unica Zürn genom att skriva historier för olika tidningar i Berlin. 
Zürn förälskade sig 1953 i den surrealistiske konstnären Hans Bellmer och flyttade till Paris, där hon började teckna och skriva anagram. 1953 och 1957 ställdes hennes teckningar ut i Paris. Bellmer å sin sida fotograferade henne naken och bunden i en serie uppmärksammade bilder. Från 1957 umgicks hon med Hans Arp, André Breton, Marcel Duchamp och Max Ernst och påbörjade arbetet med surrealistiska prosastycken. En dag träffade hon poeten Henri Michaux. Zürn var övertygad om att denne man var samma fantasifigur som hon haft i barndomen, Jasminmannen. Mötet skakade om Zürns verklighetsuppfattning och blev inledningen på en mental sjukdom hon aldrig hämtade sig från. 
1959 deltog Unica Zürn i den grafiska avdelningen av documenta II i Kassel.
Unica Zürn begick självmord genom att kasta sig ut genom ett fönster 1970.